# Wera Frydtberg
Wera Frydtberg (11 de agosto de 1926 - 16 de junio de 2008) fue una actriz teatral, cinematográfica y televisiva de nacionalidad alemana.

## Biografía
Nacida en Friburgo de Brisgovia, Alemania, y también conocida como Vera Friedtberg, su verdadero nombre era Wera Friedberg. Hija de un médico, cursó estudios en el Realgymnasium y después siguió lecciones de actuación en Viena. A partir de 1949 actuó en numerosos teatros, entre ellos el Akademietheater y el Kosmos Theater, ambos en Viena. Hasta 1962 actuó en el conocido Theater in der Josefstadt. En 1953 fue invitada para trabajar en el Renaissance-Theater de Berlín, actuando también en el Komödie Berlin, el Kleinen Komödie de Múnich, el Komödie Düsseldorf, el Theater Die Kleine Freiheit de Múnich y el Schlosspark-Spielen de Wiesbaden.
Desde 1951 actuó en más de 30 películas, así como en numerosas producciones televisivas. Se dio a conocer a un amplio público gracias a las cintas Ich denke oft an Piroschka (1955) y Wir Wunderkinder (1958). 
Wera Frydtberg falleció en Múnich en el año 2008. Fue enterrada en el Cementerio de Überlingen. Había estado casada con el emigrado oficial estadounidense Otto Urbach (1913–1976). Su hija es la historiadora Karina Urbach. 

## Filmografía (selección)
- 1952 : Vater braucht eine Frau
- 1953 : Einmal keine Sorgen haben
- 1953 : Unter den Sternen von Capri
- 1954 : Das Kreuz am Jägersteig
- 1954 : Die tolle Lola
- 1954 : Sie
- 1955 : Ich denke oft an Piroschka
- 1955 : Das Forsthaus in Tirol
- 1955 : Ihr erstes Rendezvous
- 1957 : Der Etappenhase
- 1957 : Die große Chance
- 1957 : Es fing so harmlos an
- 1958 : Wenn die Bombe platzt
- 1958 : Der Pauker
- 1958 : Wir Wunderkinder
- 1958 : Meine 99 Bräute
- 1959 : Die feuerrote Baronesse
- 1960 : Der Vogelhändler (telefilm)
- 1961 : Musik ist Trumpf
- 1961 : Das Land des Lächelns (telefilm)
- 1963 : Mit besten Empfehlungen
- 1963 : Sing, aber spiel nicht mit mir
- 1964 : Sechs Stunden Angst (telefilm)
- 1964 : Sie schreiben mit (serie TV), episodio Ein schwarzer Tag
- 1965 : Sie schreiben mit (serie TV), episodio Aus heiterem Himmel
- 1965 : Gewagtes Spiel (serie TV), episodio Über 70 mal
- 1967 : Zug der Zeit (telefilm)
- 1970 : Beiß mich, Liebling
- 1972 : Der Kommissar (serie TV), episodio Traum eines Wahnsinnigen
- 1973 : Der Kommissar (serie TV), episodio Der Tod von Karin W.
- 1974 : Preussenkorso Nr. 17 (telefilm)
- 1975 : PS – Geschichten ums Auto (serie TV)
- 1975 : Eurogang (serie TV), episodio Die letzte Lieferung
- 1975 : Mein Onkel Theodor oder Wie man viel Geld im Schlaf verdient
- 1992 : Neptun und Isolde (telefilm)
- 2006 : München 7 (serie TV)